# Melinda Schneider
Melinda Schneider, pseudonimo di Melinda-Jane Bean (Sydney, 7 novembre 1971), è una cantautrice australiana.

## Biografia
Figlia della cantante di jodel Mary Schneider, Melinda Schneider è salita alla ribalta con la pubblicazione degli album in studio Happy Tears e Family Tree, avvenuta nel 2002 e nel 2004, che si sono piazzati rispettivamente alla 94ª e alla 64ª posizione della ARIA Albums Chart e che sono stati entrambi certificati disco d'oro nel paese. Da allora ha piazzato altri cinque dischi nella classifica australiana; la posizione più alta, alla 9ª, è stata raggiunta da Great Women of Country, un album collaborativo con Beccy Cole. Nel corso della sua carriera la cantante ha ricevuto due candidature agli ARIA Music Awards, per Family Tree e Be Yourself, nella categoria Miglior album country. Ai Country Music Awards of Australia ha vinto sei premi.

## Discografia parziale

### Album in studio
- 2000 – My Oxygen
- 2002 - Happy Tears
- 2004 - Family Tree
- 2006 – Stronger
- 2008 – Be Yourself
- 2010 – Melinda Does Doris
- 2014 – Great Women of Country (con Beccy Cole)
- 2016 – Melinda Does Doris...Again - The Movie Songs

### Album dal vivo
- 2010 - Live at Tamworth

### Raccolte
- 2008 - Hits & Rarities
- 2011 - Life Begins At 40: The Ultimate Melinda Schneider Collection

### EP
- 2003 – The Kitchen Table Tapes

### Singoli
- 1999 - Love Away The Night (con Adam Brand)
- 2000 - TV or Me!
- 2001 - (Hey You) Count To 3
- 2003 - Superwoman
- 2003 - Reach Out (con Jimmy Little)